# Amerigoniscus proximus
Amerigoniscus proximus är en kräftdjursart som beskrevs av Albert Vandel 1977. Amerigoniscus proximus ingår i släktet Amerigoniscus och familjen Trichoniscidae. Inga underarter finns listade i Catalogue of Life.